# نيو شورهام (رود آيلاند)
نيو شورهام (بالإنجليزية: New Shoreham)‏ هي بلدة تقع بولاية رود آيلاند في الولايات المتحدة. تبلغ مساحتها 283.6 (كم²)، وترتفع عن سطح البحر 4 م، بلغ عدد سكانها 1010 نسمة في عام 2000 حسب إحصاء مكتب تعداد الولايات المتحدة وتصل الكثافة السكانية فيها 40.1 نسمة/كم2.

## أعلام
- ويليام جي. ميسيل

## وصلات خارجية
- www.new-shoreham.com
- The US50 - Cities and Towns in Rhode Island State
- Rhode Island Cities and Towns, Facts, Map, Flag, Colleges, Government, and More